# Капитуляция при Линдли
Капитуляция при Линдли (англ. The Lindley Affair) — сражение во время Второй англо-бурской войны (1899—1902) между войсками Британской империи и бурами Оранжевого Свободного Государства, в результате которого был окружен и пленен британский отряд.
13-й батальон Имперских йоменов — конная пехота — под командованием полковника Спрагге продвигался из Вентерсбурга в Кроонстад. В Кроонстаде он получили приказ перейти в Линдли, чтобы присоединиться к дивизии генерала Колвила, прикрывавшей правый фланг и тыл генерального наступления армии лорда Робертса на Трансвааль.
27 мая 1900 года батальон, подошедший к Линдли, обнаружил, что войск генерала Колвила там нет, и что он занят бурами Питера Де Вета. Опасаясь ловушки, батальон отошел примерно на 4 км к северо-западу от города. Йоменри заняли две группы холмов и долину с протекающим ручьем между ними, что позволило обеспечить себя водой и кормом для лошадей. С западной стороны находился фермерский дом, который позже использовался офицерами и служил временным полевым госпиталем.
Были отправлены посыльные к Колвилу и Метуэну, чтобы сообщить о затруднительном положении, в котором оказался батальон, окруженный подошедшими бурами. Метуэн, получив сообщение, тут же отправил подкрепление, но оно прибыло слишком поздно.
Солдаты Спрагге держали оборону в течение трех дней, все это время находясь под ружейным огнем, который в силу дальности дистанции не нанес им ощутимых потерь. Было осуществлено несколько дерзких вылазок. Последняя, особенно отчаянная, закончилась штыковой атакой, в результате которой был очищена соседняя высота.
Вечером 29 мая день буры подвезли три орудия и открыли сосредоточенный артиллерийский огонь по обоим холмам. Под прикрытием этого огня буры вначале заняли южный холм, затем соседний и долину между холмами. Так как с потерей южной группы холмов дальнейшая оборона стала невозможна, Спрагге приказал сложить оружие. Около 14:00 31 мая вся стрельба прекратилась.
Британские потери составили 23 убитых и 57 раненых. Буры захватили в плен 379 человек, среди пленных был будущий премьер-министр Северной Ирландии Джеймс Крейг и четыре члена Палаты лордов. У буров около 30 человек было убито и 40 ранено.